# Liste der Straßen und Plätze in Flensburg/O
| Name                               | Hintergrund | Koordinate                                                | Schild |
| ---------------------------------- | --- | --------------------------------------------------------- | ------ |
| Oberer Lautrupsweg Øvre Lautrupvej | Auf Karten zum Teil auch als „Oberer Lautrupweg“ eingetragen. — Weg der nach der Müllerfamilie Lautrup, die am nahgelegen Bach die Wassermühle besaß, benannt wurde. Der Lautrupsweg teilt sich in Oberer Lautrupsweg und Unterer Lautrupsweg. Vgl. Lautrupsbach | Lage, Jürgensby (PLZ 24937)                               |        |
| Ochsenfurt                         | Die abzweigenden Straßen westlich und südlich der Ebenezer-Howard-Allee wurden gemäß der Benennung mit dem Weiden oder Treiben von Vieh in Zusammenhang gebracht. Ochsenfurt entspricht im Übrigen der wörtlichen Übersetzung des Namens der bekannten Universitätsstadt Oxford. | Lage, Weiche (PLZ 24941)                                  |        |
| Ochsenredder                       | Die abzweigenden Straßen westlich und südlich der Ebenezer-Howard-Allee wurden gemäß der Benennung mit dem Weiden oder Treiben von Vieh in Zusammenhang gebracht. | Lage, Weiche (PLZ 24941)                                  |        |
| Ochsentrift                        | Die abzweigenden Straßen westlich und südlich der Ebenezer-Howard-Allee wurden gemäß der Benennung mit dem Weiden oder Treiben von Vieh in Zusammenhang gebracht. | Lage, Weiche (PLZ 24941)                                  |        |
| * Ochsenmarkt Oksetorvet           | Kleines Stadtteilzentrum wie der Twedter Plack. Der ursprüngliche Ochsenmarkt lag bei der Exe. Streng genommen handelt sich somit eigentlich um den „Neuen Ochsenmarkt“, auf dem jedoch nie Ochsen oder Rinder verkauft wurden. Am Rande des Ochsenmarktes befindet sich heute die gleichnamige Bushaltestelle. Offiziell gehört der Bereich zur Straße Am Ochsenmarkt. | Lage, Friesischer Berg                                    |        |
| Ochsenweg Oksevejen Hærvejen       | Siehe Ochsenweg. | Lage, Weiche (PLZ 24941)                                  |        |
| Oderstieg Odersti                  | Ein Stieg benannt nach dem Fluss Oder. — Mit dem Ende des Zweiten Weltkrieges kamen viele Flüchtlinge und Heimatvertriebene nach Flensburg. Die Stadt wuchs. Viele Flensburger Straßennamen erinnern an die alte Heimat von Zugewanderten, so auch diese. | Lage, Fruerlund (PLZ 24943)                               |        |
| Oleanderhof Oleandergården         | Benannt nacht der Pflanzenart Oleander. In der Nachbarschaft befinden sich die Straßen Kiefernweg und Am Goldregen. | Lage, Mürwik (PLZ 24944)                                  |        |
| Oluf-Samson-Gang Oluf Samsons Gang | Siehe Oluf-Samson-Gang | Lage, Flensburger Innenstadt (PLZ 24939)                  |        |
| Orionstraße Orionsvej              | Die Orionstraße, welche nach dem Sternbild Orion benannt wurde, liegt im Sternenviertel. Im Viertel befinden sich mehrere Straßen, die nach Planeten benannt wurden. | Lage, Engelsby (PLZ 24943)                                |        |
| Osbek Osbæk                        | Siehe Osbek | Lage, Mürwik (PLZ 24944)                                  |        |
| Osbektalweg                        | Siehe Osbek | Lage, Mürwik (PLZ 24944)                                  |        |
| Oscar-Struve-Weg                   | Im Jahr 1790 wurde dort der Hof Klein Adelbylund errichtet. Den Hof übernahm um 1880 Oskar Struve. Oskar Struve übernahm in der Folgezeit verschiedene Ämter in der Gemeinde. Der Hof der Familie Struve, der Hof Klein Adelbylund, existiert noch heute. — Nach dessen Vater Ludwig Struve wurde im Übrigen eine Straße benannt, die den Namen Ludwigstal trägt. | Lage, Sandberg (PLZ 24943)                                |        |
| Osterallee Østerallé               | Die Straße, die am Stützpunkt Flensburg-Mürwik beginnt, wo sich auch die Tirpitz-Kaserne befindet (vgl. Sonwik), wurde am 9. Januar 1914 nach Alfred von Tirpitz benannt. Unter der Adresse Tirpitzstraße 109 befand sich 1937 das Elternhaus von Dieter Thomas Heck. Einige Wochen nach seiner Geburt zogen seine Eltern aber mit ihm nach Hamburg. Die Tirpitzstraße wurde 1947 in Osterallee umbenannt. Der Namensteil Oster- bezieht sich auf die östliche Himmelsrichtung, der Straßenname bedeutet daher „östliche/nach Osten gehende Allee“. (In Flensburg gibt es außerdem eine Westeralle und eine Norderallee.) An einigen Häusern befinden sich heute noch Straßenschilder mit dem alten Namen Tirpitzstraße. | Lage, Mürwik (PLZ 24944)                                  |        |
| Osterholzweg Østerskovvej          | Der Namensteil Oster- bezieht sich auf die östliche Himmelsrichtung, der Straßenname bedeutet demnach „Weg zum östlichen Gehölz/Wald“. Der Weg führt zum Weesrieser Gehölz beim Vogelsang. | Lage, Engelsby (PLZ 24943)                                |        |
| Osterkoppel Østerkoppel            | Der Namensteil Oster- bezieht sich auf die östliche Himmelsrichtung, womit der Straßenname „östliche Koppel“ bedeutet. Der Flurname ist im 18. Jahrhundert erstmals erwähnt. Quasi als Wahrzeichen der Osterkoppel gilt die Skulptur Klabautermann. Vgl. auch Friedheim (Flensburg) | Lage, Mürwik (PLZ 24944)                                  |        |
| Osterlücke                         | Von der Osterallee abgehende Straße am Rande vom Twedter Feld. Straße und Name entstanden in den 2010er Jahren. Der Namensteil Oster- bezieht sich auf die östliche Himmelsrichtung und ist offensichtlich an den Namen Osterallee angelehnt, Lücke bedeutet Koppel. Um 2013 war es ein politisches Ziel des Flensburger Rathauses, die Einwohnerzahl der Stadt auf über 100.000 zu erhöhen. Insbesondere im beliebten Stadtteil Mürwik versuchte die Stadt Bauland zu entwickeln. 2017/18 errichtete man beim Naturschutzgebiet Twedter Feld, an dessen Rand zur Osterallee hin sich zuvor das Autohaus Opel Thomsen befand, das Wohnquartier Osterlücke und die Straße gleichen Namens.                                | Lage, Mürwik (PLZ 24944)                                  |        |
| Osterlund                          | Straße und Name entstanden in den späten 2010er Jahren; die Bezeichnung ist offensichtlich an den Namen Osterallee angelehnt. Der Namensteil Oster- bezieht sich auf die östliche Himmelsrichtung, Lund bedeutet Wald. Ab etwa 2019 wurden in dem Bereich Wohnungen gebaut. | Lage, Mürwik (PLZ 24944)                                  |        |
| Ostlandstraße Østlandgade          | Mit dem Ende des Zweiten Weltkrieges kamen viele Flüchtlinge und Heimatvertriebene nach Flensburg. Die Stadt wuchs. Viele Flensburger Straßennamen erinnern an die alte Heimat von Zugewanderten, so auch diese. | Lage, Fruerlund (PLZ 24943)                               |        |
| Ostseebadweg Østersøbadvej         | Siehe Ostseebad (Flensburg) | Lage, Nordstadt (PLZ 24939)                               |        |
| Osttangente                        | Siehe Osttangente (Flensburg) | Lage, Südstadt/Sandberg/Jürgensby/Tarup (PLZ 24941/24943) |        |
| Otto-Fielitz-Straße                | 1997 benannt nach dem Architekten Otto Fielitz. | Lage, Nordstadt (PLZ 24939)                               |        |
| Otto-Hahn-Straße Otto Hahns Gade   | Benannt nach dem Chemiker Otto Hahn | Lage, Weiche (PLZ 24941)                                  |        |
| Otto-H.-Engel-Bogen                | Benannt nach dem Kunstmaler Otto Heinrich Engel | Lage, Nordstadt (PLZ 24939)                               |        |

Fußnoten
1. ↑  Flensburger Tageblatt: Zwei Höfe - gewachsen zum Stadtteil, vom: 30. Juli 2011; abgerufen am: 2. März 2015
2. ↑  Flensburg Journal - Flensburger Köpfe, Peter Erichsen (Peter Ei) (Memento des Originals vom 13. April 2015 im Internet Archive)  Info: Der Archivlink wurde automatisch eingesetzt und noch nicht geprüft. Bitte prüfe Original- und Archivlink gemäß Anleitung und entferne dann diesen Hinweis., vom: 30. April 2014; abgerufen am: 2. März 2015
3. ↑  Andreas Oeding, Broder Schwensen, Michael Sturm: Flexikon. 725 Aha-Erlebnisse aus Flensburg! Flensburg 2009, Artikel Heck, Dieter Thomas
4. ↑  Flensburger Tageblatt: Wohnungsbau in Flensburg: Auf dem Weg zur 100.000 – vom Flensdorf zur Flensstadt, vom: 13. Juli 2018; abgerufen am: 15. Oktober 2018
5. ↑  Flensburger Tageblatt: Projekt 100.000-Einwohner: Flensburg zweifelt am Zensus, vom: 15. Oktober 2013; abgerufen am: 15. Oktober 2018
6. ↑  Flensburg Journal: Neubau Wohnquartier Osterlücke an der Osterallee: Schöner Wohnen am Naturschutzgebiet (Memento des Originals vom 23. August 2018 im Internet Archive)  Info: Der Archivlink wurde automatisch eingesetzt und noch nicht geprüft. Bitte prüfe Original- und Archivlink gemäß Anleitung und entferne dann diesen Hinweis., vom: 3. August 2018; abgerufen am: 23. August 2018
7. ↑  Eine Koppel des dortigen Reitstalles, die nach Plänen des Rathauses zunächst ebenfalls überbaut werden sollte, wurde offenbar von diesen realisierten Plänen nicht berührt. Vgl. Flensburger Tageblatt: Große Pläne für die Osterallee, vom: 31. Juli 2013 sowie Flensburger Tageblatt: Jubiläum in Mürwik: Grüne Oase mit Bollerofen, vom: 8. Juli 2016; jeweils abgerufen am: 15. Oktober 2018
8. ↑  Amtliche Bekanntmachung. Neuer Straßenname "Osterlund" in Mürwik, vom: 27. März 2019; abgerufen am: 30. Oktober 2019
9. ↑  Vgl. Flensburger Tageblatt: Osterallee Flensburg: Neues Wohnen statt Spielepark, vom: 9. März 2018; abgerufen am: 30. Oktober 2019